# Timp liturgic

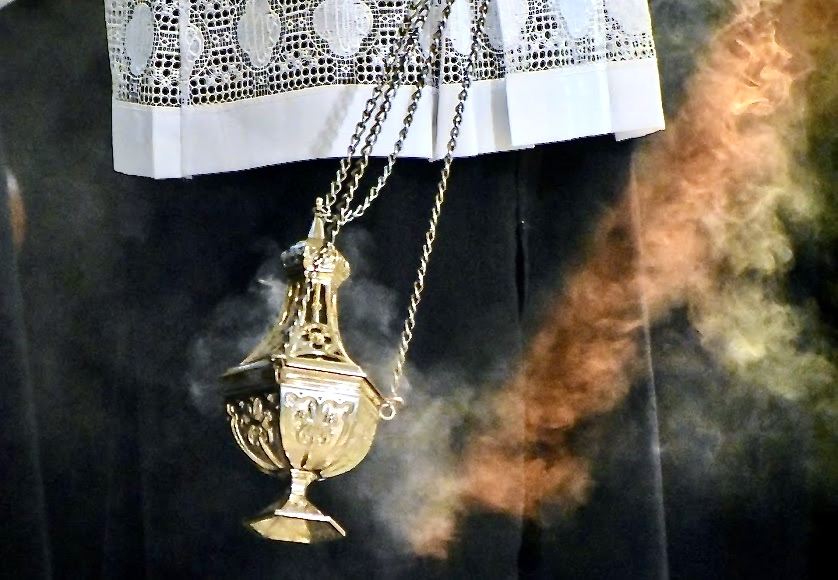
Timp liturgic

Timpul liturgic este un timp sacru ce reactualizează un eveniment valorizat de comunitate.

## Timp sacru
Spre deosebire de timpul istoric și liniar al societăților moderne timpul sacru, nu este nici omogen nici continuu ci are în general aspectul paradoxal al unui „timp circular, reversibil și recuperabil, un soi de etern prezent mitic regăsit periodic cu ajutorul riturilor”.
Omul religios refuză să trăiasă doar într-un timp istoric străduindu-se să atingă un timp sacru, similar veșniciei. Astfel trecerea obișnuită, liniară a timpului poate fi oprită periodic prin intermediul riturilor pentru a pătrunde într-un timp sacru.
În creștinism, timpul sacru este instituit în cadrul bisericii prin calendar și ciclurile liturgice.
Timpul liturgic creștin înglobează prin dilatare trecutul, prezentul și viitorul, fiind deopotrivă, linear, prin constanta istorică a timpului cât și ciclic, prin celebrarea liturgică a iconomiei mântuirii, matricea anului liturgic.

## Timp liturgic în Biserica Ortodoxă
Timpul are o valoare mistagogică și eshatologică, fiindcă marchează pe de o parte anumite momente concrete și precise din viața bisericii, iar pe de altă parte, tinde să devină veșnicie adică un „prezent continuu” al Împărăției lui Dumnezeu.
Dumitru Stăniloae consideră timpul ca „interval între chemarea lui Dumnezeu și răspunsul omului la această chemare”
Astfel creștinii sunt chemați să trăiască acest timp sacru și să-l interiorizeze prin participarea la slujbele bisericii. Această ciclicitate nu este o mișcare circulară închisă ci una elicoidală în care fiecare ciclu împlinit îl apropie pe om mai mult de vârf, adică de Dumnezeu și în același timp și de ceilalți credincioși.
Viețuirea monahală este deplin inserată în timpul sacru (prin programul slujbelor zilnice și canonul personal zilnic) si se desfășoară într-o continuă raportare la el.
Timpul liturgic este orânduit în funcție de trei cicluri: anual, săptămânal și zilnic.

### Ciclul anual
Timpul liturgic se definește în cadrul unei perioade anuale. Anul bisericesc începe la 1 septembrie și se termină la 31 august.
Ciclul anual cuprinde sărbători fixe și sărbători mobile. Sărbătorile fixe sunt legate de calendarul solar și textele liturgice se găsesc în Mineie. Sărbătorile mobile sunt legate de calendarul lunar și textele liturgice se găsesc în Triod și Penticostar.
Sărbătorile anuale pot fi împărțite în praznice împărătești, sărbători mari, sărbători mijlocii și sărbători obișnuite.
În ciclul anual sunt două mari perioade liturgice legate de Paști și Cincizecime. 
Ciclul triodului corespunde celor zece săptămâni de dinainte de Paști. 
Ciclul Penticostarului cuprinde sărbătoarea Sfintelor Paști și săptămânile ce urmează încheindu-se cu Duminica Tuturor Sfinților, la o săptămână după sărbătoarea Pogorârii Sf. Duh.

### Ciclul săptămânal
Săptămânile sunt grupate în cicluri de câte opt, ce corespund fiecare unuia din cele opt glasuri. Aceste glasuri corespund celor opt moduri antice, melodii cu diferite tonalități, străine de creștinism dar adoptate de acesta. De aici și denumirea de Octoih (în greacă Ὀκτώηχος, transliterat: oktoihos sau „opt tonuri”). Într-un an liturgic există opt cicluri.
Ciclul săptămânal, caracterizat de un glas, începe la Vecernia de sâmbătă seara și se încheie în sâmbăta următoare.
Cărțile liturgice specifice ciclului săptămânal sunt Octoihul, care cuprinde imnele și cântările tuturor zilelor săptămânii și Catavasierul, care cuprinde doar cântările duminicii.

### Ciclul zilnic

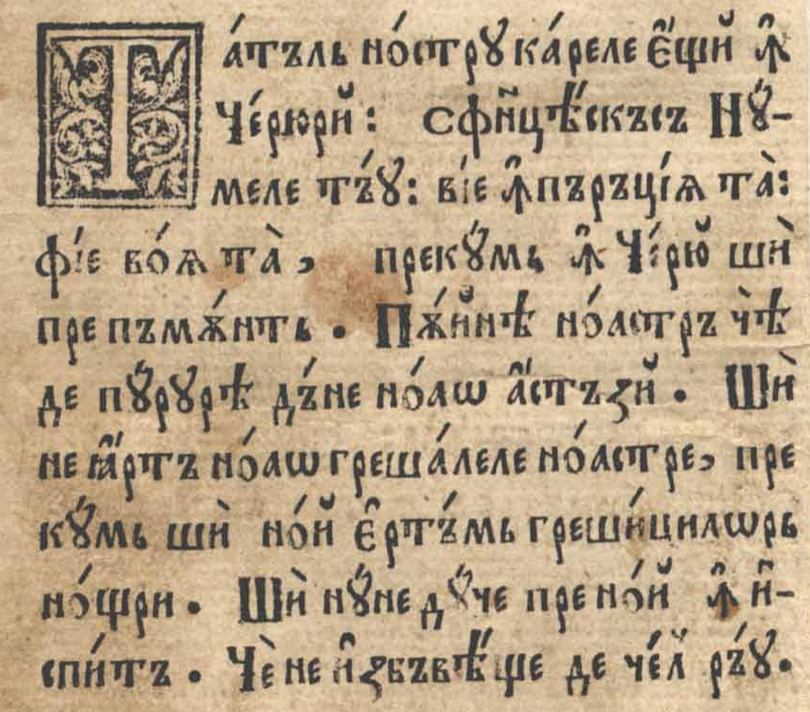
Ceaslov (Blaj, 1786)

Ciclul zilnic este alcătuit din Sf. Liturghie, ceasuri și alte slujbele (rânduiala mesei, rugăciunile de seară, rugăciunile dimineții, obednița etc). 
Ceasurile sunt săvârșite în întregime în mănăstiri, parțial în bisericile de parohie și tot parțial de unii mireni.
Întrucât ziua liturgică începe seara, ceasurile liturgice se desfășoară în următoarea ordine: Vecernia, Pavecernița, Miezonoptica, Utrenia, Ceasurile întâi, al treilea și al șaselea și al nouălea.
Cartea liturgică specifică este Ceaslovul.
Ora bizantină sau athonită are o funcție liturgică și rânduiește programul de viață al unei mănăstiri sau schit din Muntele Athos. Astfel ora 24 este momentul în care soarele apune, indiferent de anotimp. Începând de la acest moment se numără orele nopții.